# Régiment de chars et d'automoteurs
Un régiment de chars et d'automoteurs (en russe : Танкосамоходный полк, abrégé en тсп) une unité blindée mixte de l'armée soviétique au cours de la période 1945-1957.

## Historique
Les régiments de chars et d'automoteurs sont créés à partir d'unités de chars et d'unités d'artillerie automotrice (anciennes brigades ou régiments). Sur le plan organisationnel, ces régiments sont initialement subordonnés à une armée puis, à partir de 1947, un régiment de chars et d'automoteurs est progressivement inclus dans chaque division de fusiliers ou de mitrailleuses et d'artillerie.
Les régiments héritent généralement des décorations et des titres des formations pendant la Seconde Guerre mondiale, sur la base desquelles ils avaient été créés.
Les régiments de chars et d'automoteurs partageaient la même série que les régiments de chars. Au début, la différence de numérotation entre unités de la Garde et autres régiments subsistait, mais depuis 1947, après l'adoption de la résolution du Conseil des ministres de l'URSS n° 219-97ss du 4 février 1947, cette différence commence à être corrigée.
Un autre type de régiments de chars et d'automoteurs étaient les régiments de chars et d'automoteurs lourds (en russe : тяжёлые танкосамоходные полки, abrégés en ттсп). Ces unités font partie des divisions de chars soviétiques jusqu'en 1957.
Entre 1955 et 1957 tous les régiments de chars et d'automoteurs sont rebaptisés régiments de chars lourds. Tous les canons automoteurs leur sont retirés et les régiments directement subordonnés à une armée sont dissous.

## Équipements militaires
À partir de 1947, les régiments de chars et d'automoteurs ont une composition différente selon leur rattachement : 
- le régiment de chars et d'automoteurs lourds des divisions de chars comptait deux bataillons de chars lourds JS-2 ou JS-3 (46 chars au total) et un bataillon de canons automoteurs JSU-122 (21 unités) ;
- le régiment de chars et d'automoteurs lourds des divisions mécanisées était composé d'un bataillon de chars JS-2 ou JS-3 (24 unités) et de deux bataillons SU-100 (42 unités) ;
- le régiment de chars et d'automoteurs des divisions de fusiliers était composé de deux bataillons T-34/85 (52 unités) et d'un bataillon de canons automoteurs SU-100 ou SU-76 (16 unités) ;
- le régiment de chars et d'automoteurs des brigades de fusiliers indépendantes se composait de quinze T-34/85 et de sept SU-100 ou SU-76.

Les blindés de chars des régiments de chars et d'automoteurs
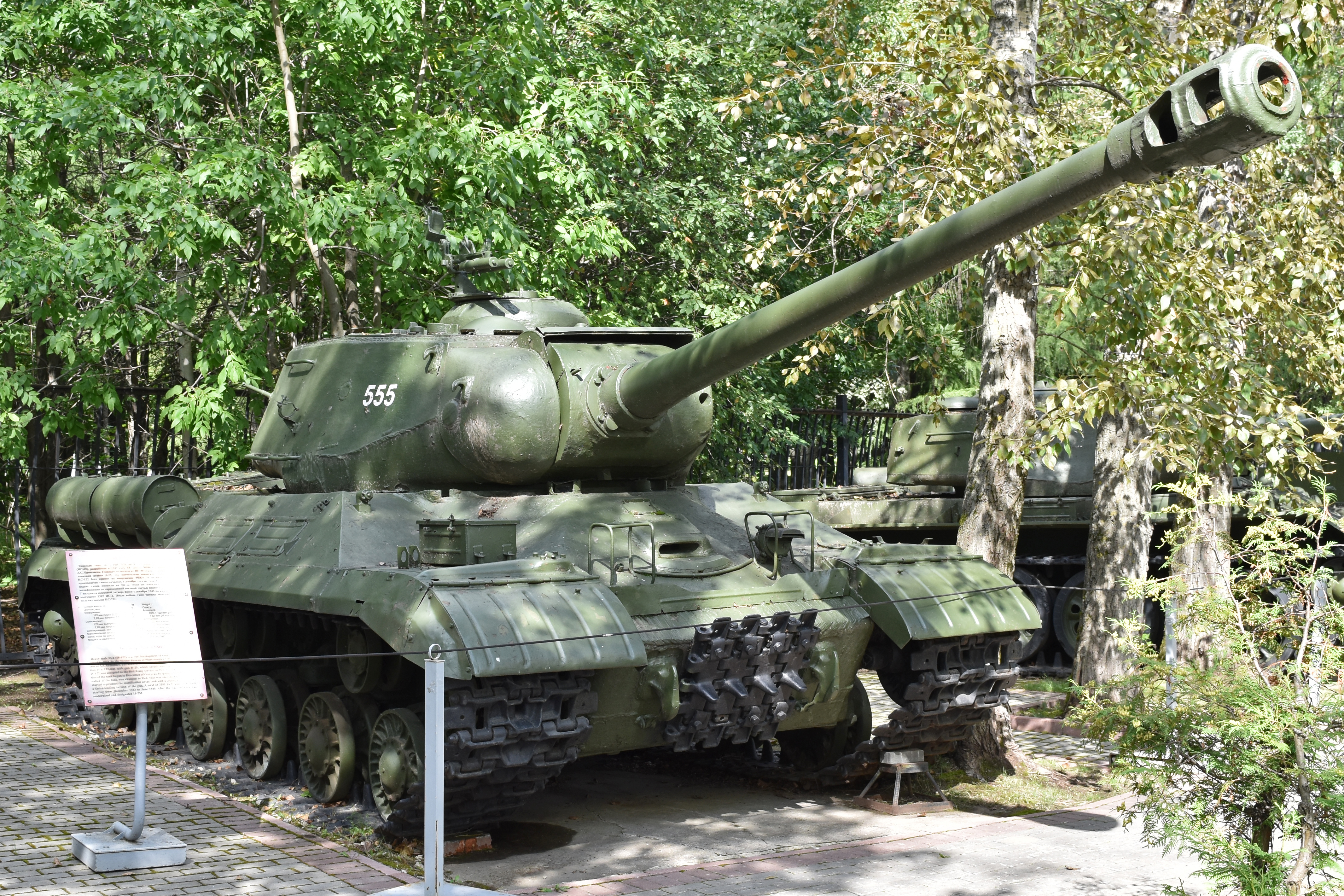
JS-2
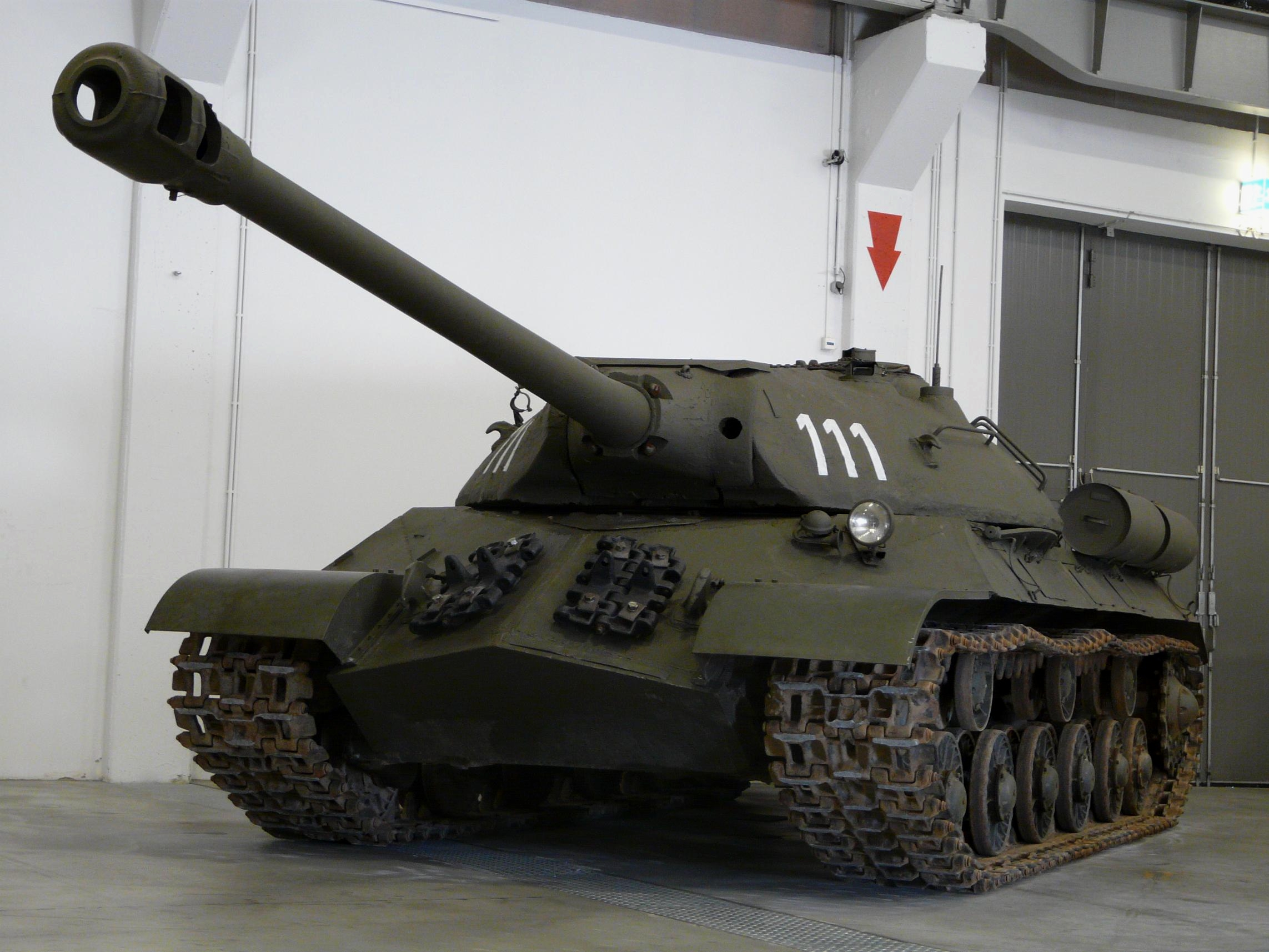
JS-3
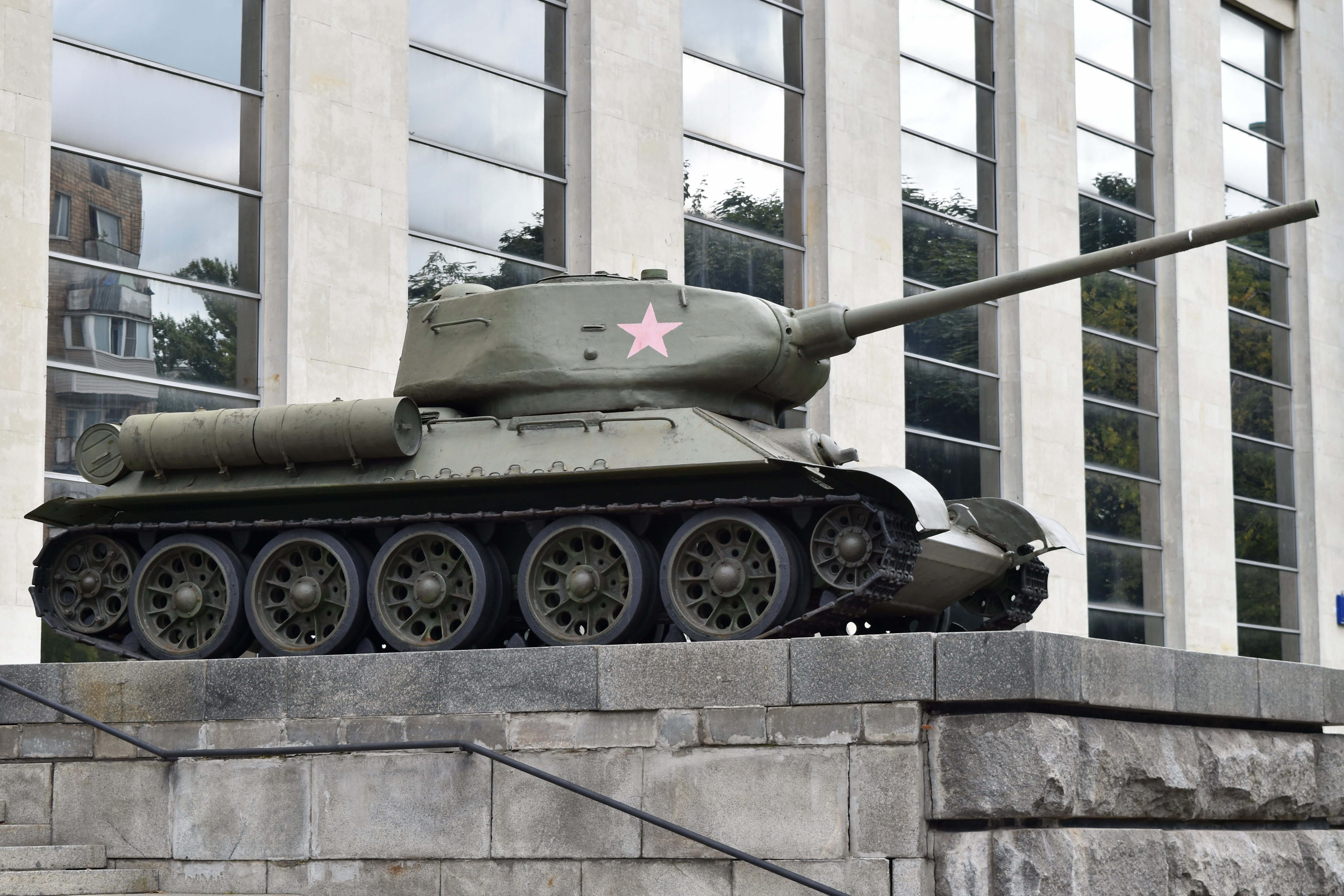
T-34/85
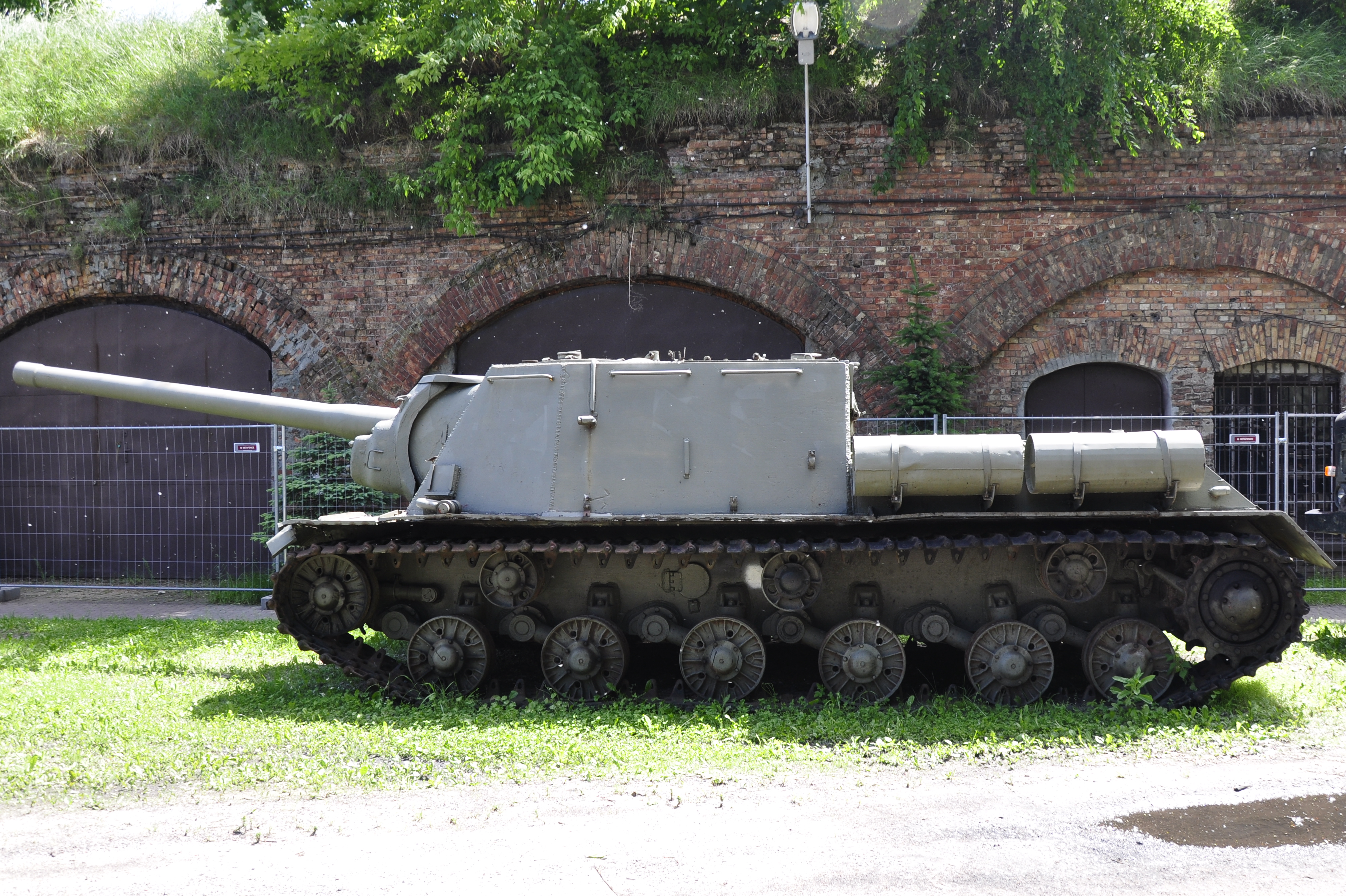
ISU-122
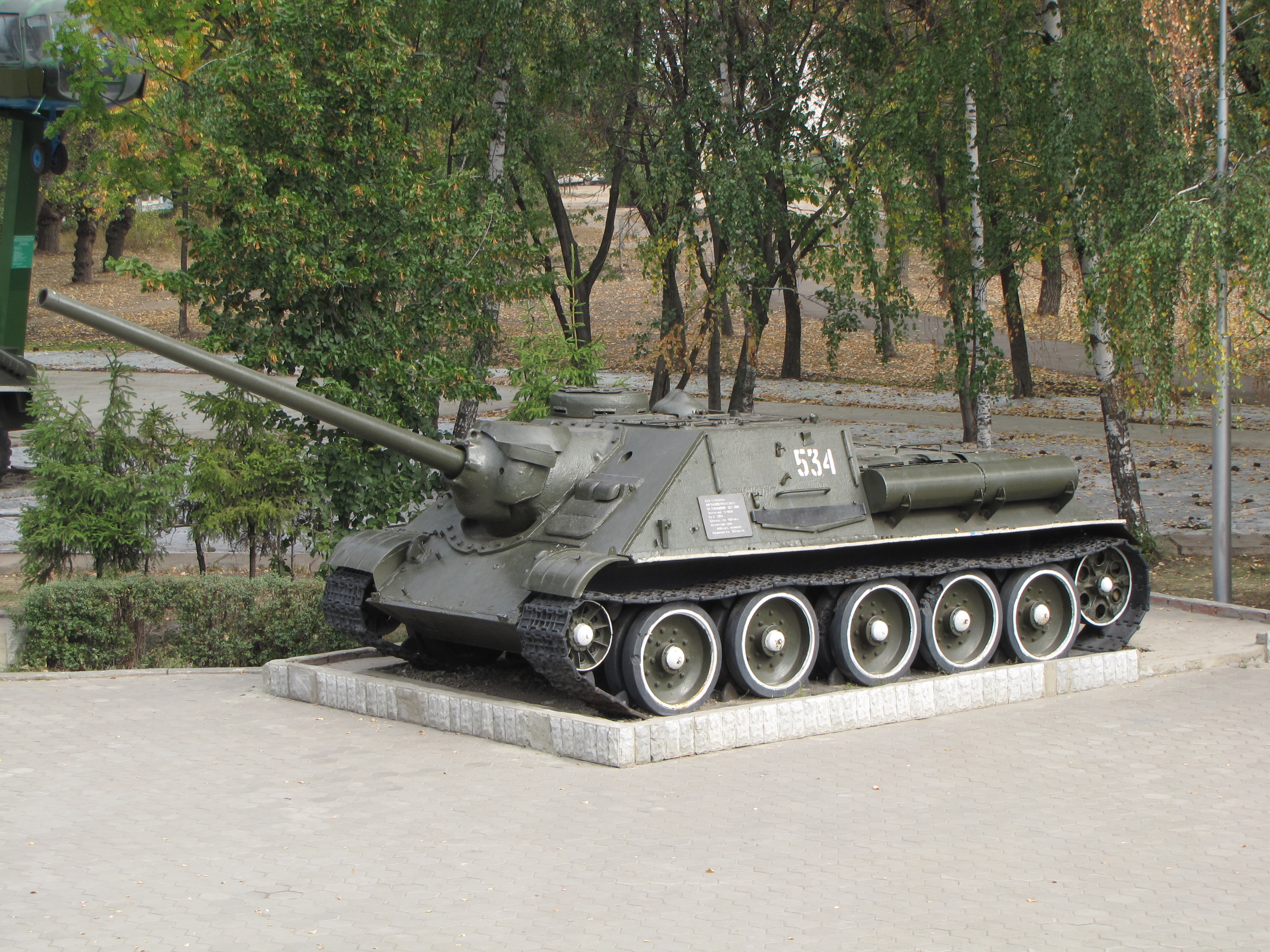
SU-100
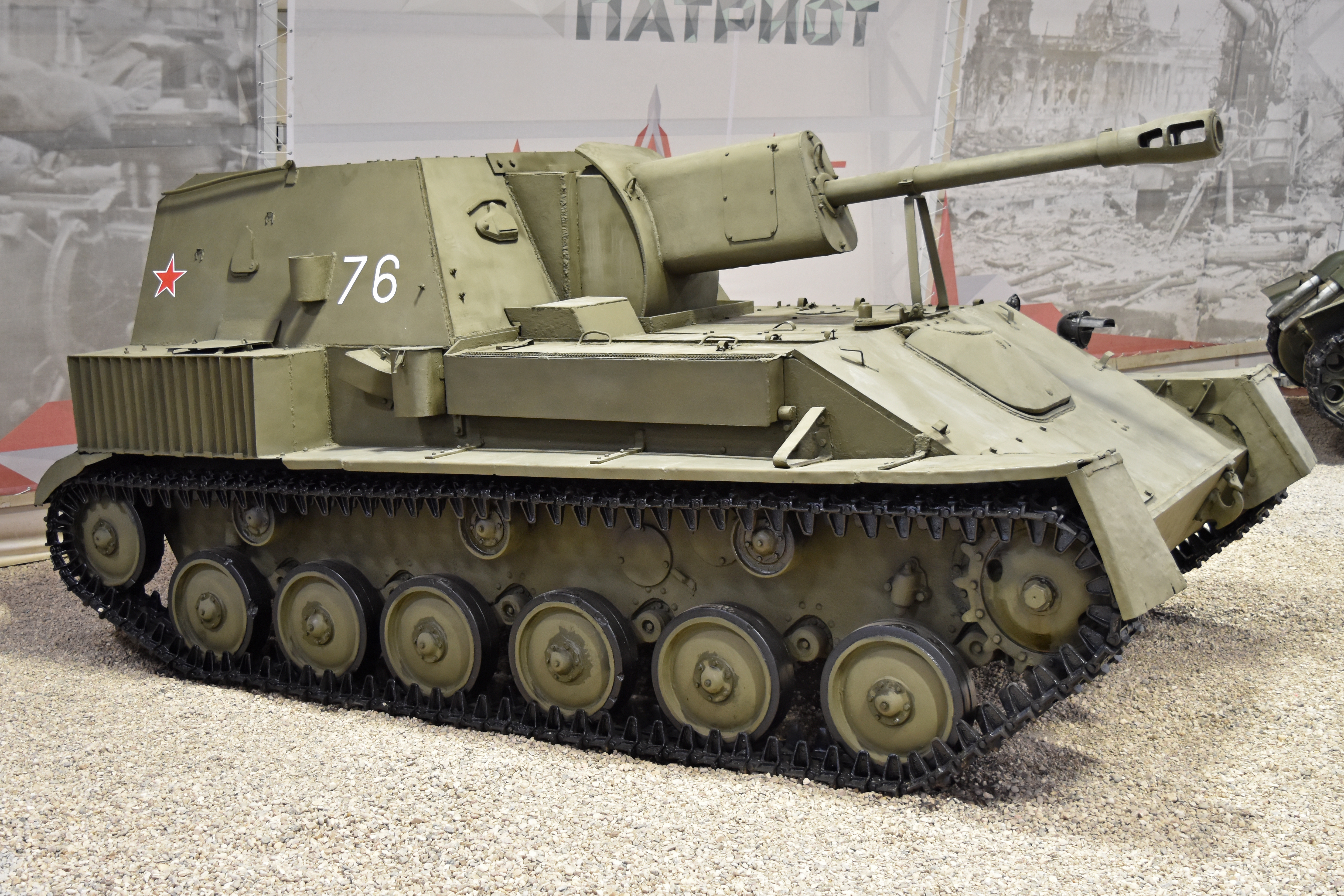
SU-76

## Organisation
Régiment de chars et d'automoteurs lourds d'une division de chars :
- commandement ;
- 1er bataillon de chars lourds (2 compagnies de chars) ;
- 2e bataillon de chars lourds (2 compagnies de chars) ;
- bataillon d'artillerie automoteur (2 compagnies de canons automoteurs) ;
- peloton de reconnaissance;
- peloton de communications;
- service de protection chimique;
- peloton de commandants;
- peloton de transport automobile;
- peloton économique;
- atelier de réparation d'artillerie;
- centre médical régimentaire;
- club.